# Philipp Ernst Wegmann
Philipp Ernst Wegmann (auch: Philipp August Weegmann) (* 1734 in Darmstadt; † 26. Juli 1778 auf See) war ein deutscher Orgelbauer.

## Leben
Philipp Ernst Wegmann wurde als Sohn des Orgelbauers Johann Conrad Wegmann und seiner Frau Anna Maria Hedwig Stamm am 14. August getauft. Er erlernte den Orgelbau bei seinem Stiefvater Johann Christian Köhler, von dem er am 16. Mai 1756 den Lehrbrief erhielt. Nach Köhlers Tod legte er am 20. August 1762 den Frankfurter Bürgereid ab. Am 14. September 1762 heiratete er Maria Magdalena Friess († 2. Januar 1810 in Frankfurt) und übernahm Köhlers Werkstatt. Er erhielt den Titel eines „Hochfürstlichen Hessen-Darmstädtischen Hof- und Landorgelmachers“. Die Tochter Maria Anna (getauft 27. Februar 1764 in Frankfurt; † 24. Oktober 1802 ebenda) heiratete den Organisten Johann Ebert, dessen beide Söhne in der Werkstatt tätig waren. Der Sohn Johann Benedikt Ernst Wegmann trat 1780 als Schüler des Meistergesellen Johann Friedrich Meynecke in Erscheinung und erlangte 1796 das Frankfurter Bürgerrecht. Nicht geklärt ist, wann genau Johann Benedikt Ernst Wegmann zusammen mit den Söhnen von Ebert die Werkstatt übernahm. Philipp Ernst Wegmann trat ab 1773 nicht mehr als Leiter der Werkstatt auf, die von Meynecke fortgeführt wurde. Philipp Ernst Wegmann starb 1778 auf dem Schiff Springfield während einer Überfahrt von Portsmouth nach New York. Offensichtlich war aufgrund seiner ärmlichen Lebensverhältnisse eine Auswanderung in die USA geplant.

## Werk
Wegmann schuf ein- und zweimanualige Orgeln mit maximal 28 Registern. Abgesehen von einzelnen Stadtorgeln in Frankfurt am Main und Mainz lag sein Wirkungsbereich zunächst im Raum Darmstadt und verlagerte sich später immer stärker auf den Vogelsberg. Hier entstanden etliche Dorforgeln, die der Stolz der Kirchengemeinden waren. Charakteristisch für Wegmann ist die Verwendung der Duiflöte 4′, ein doppellabiales Gedackt in hoher Lage. Alternativ setzt Wegmann eine streichende Fugara 4′ ein. Kennzeichnend ist zudem das Wegmannsche Konzept der Gemischten Stimmen. Das Kornett weist in Basslage nur eine Terz 1 3⁄5 auf, während der Diskant vierfach besetzt ist. Bei den Mixturen wird ab c2 ein 2′ als tiefster Chor eingesetzt. Die Verwendung einer Quintadena 16′ im Hauptwerk übernahm Wegmann von seinem Stiefvater Köhler. Gerne ließ Wegmann für einen späteren Ausbau einige Schleifen unbesetzt. Die Prospekte sind teils im Zopfstil ausgeführt und durch einen Wechsel von Rund- und Spitztürmen gekennzeichnet, die sich mit Pfeifenflachfeldern und Harfenfeldern abwechseln. Nach außen werden die Türme und Felder immer niedriger. Dem überhöhten runden Mittelturm schließen sich gerne zweigeschossige Flachfelder und außen Harfenfelder an. Die Mensuren der Pfeifen sind verhältnismäßig schlank.

## Werkliste
Die Liste führt auch einige Werke nach Philipp Ernst Wegmanns Ausscheiden aus der Werkstatt auf. Der Geselle Johann Friedrich Meynecke und die Ebert-Söhne standen für die Kontinuität der Wegmann-Werkstatt.
| Jahr      | Ort                        | Gebäude                              | Bild | Manuale | Register | Bemerkungen |
| --------- | -------------------------- | ------------------------------------ | ---- | ------- | -------- | --- |
| 1762      | Mainz (jetzt Jugenheim)    | Welschnonnenkirche                   |      | II/P    | 18       | Zweimanualige seitenspielige Orgel mit Unterpositiv. Nach Abriss der Welschnonnenkirche in die Martinskirche in Jugenheim verbracht. Durch die engen Mensuren und die zurückhaltende Intonation erwies sich die Orgel an ihrem neuen, wesentlich größeren Standort klanglich als nur bedingt geeignet. Durch zahlreiche Umbauten im 19. und 20. Jahrhundert und die Beschlagnahme der Prospektpfeifen 1917 verlor die Orgel annähernd ihr gesamtes Pfeifenwerk. Beide Manualladen, die Pedallade und ein Flötenregister im Unterpositiv sind erhalten. 1991 durch Förster & Nicolaus restauriert, dabei Rekonstruktion von acht Registern nach originalen Wegmann-Vorbildern; neben drei Registern aus der Werkstatt Gebr. Bernhard, Gambach, wurden bei der jüngsten Restaurierung sechs Register unbekannter Herkunft beibehalten. Originaler Prospekt und eine Balgplatte erhalten. |
| 1763      | Frankfurt am Main          | Liebfrauenkirche                     |      | II/P    | 20       | Nicht erhalten |
| 1764      | Messel                     | Evangelische Kirche Messel           |      | I/P     | 12       | 1812/1813 in neue Kirche überführt und um zwei Pedalregister erweitert; weitgehend erhalten |
| 1765      | Götzenhain                 | Ev. Kirche                           |      | I/P     | 12       | 1774–1777 nach Kircheneinsturz von Wegmann wiederhergestellt und um 3 Register erweitert |
| 1767      | Garbenheim                 | Ev. Kirche                           |      | I/P     | 11       | 1866 verbrannt |
| 1768      | Lauterbach                 | Stadtkirche                          |      | II/P    | 26       | Gehäuse erhalten |
| 1769–1771 | Gräfenhausen (Weiterstadt) | Evangelische Kirche Gräfenhausen     |      | I/P     | 13       | Weitgehend erhalten |
| 1771      | Frankfurt am Main          | Alte Peterskirche                    |      | I/P     | 17       | Nicht erhalten |
| 1771      | Groß-Eichen                | Ev. Kirche                           |      | I/P     | 11       | Zum großen Teil erhalten |
| 1774      | Erzhausen                  | Ev. Kirche                           |      | I/P     | 10       | Prospekt erhalten |
| 1774      | Stockhausen (Herbstein)    | Ev. Kirche                           |      | I/P     | 13       | 1844 nach Ersrode überführt; nach der Restaurierung 1995 erfolgte ein Erweiterungsumbau; einige Register erhalten |
| 1772–1775 | Mainz                      | St. Christoph                        |      | II/P    | 24       | Nicht erhalten |
| 1774–1775 | Bobenhausen II             | St. Gangolf                          |      | II/P    | 18       | 1961 von Emanuel Kemper verändert; weitgehend erhalten |
| 1775–1776 | Hopfmannsfeld              | Ev. Kirche                           |      | I/P     |          | Nicht erhalten |
| 1777–1778 | Heisters                   | Ev. Kirche                           |      | I/P     | 9        | 1962 und 1994 Restaurierungen durch Förster & Nicolaus; zum großen Teil erhalten |
| 1779      | Wallenrod                  | Ev. Kirche                           |      | I/P     |          | Gehäuse erhalten |
| 1782      | Schotten                   | Liebfrauenkirche                     |      | II/P    | 28       | Prospekt und sechs Register erhalten |
| 1783      | Frankfurt-Nieder-Erlenbach | Evangelische Kirche Nieder-Erlenbach |      | I/P     |          | 1955 eingreifend umgebaut und auf 2 Manuale erweitert; einige Register erhalten |